# Les Coléoptères du Monde
Les Coléoptères du Monde est une série de livres consacrés à l'étude des Coléoptères du monde entier, abondamment illustrés en couleurs. À la différence des ouvrages de vulgarisation ou autres atlas, chaque espèce est étudiée dans le détail avec ses références bibliographiques, les synonymes et variétés et souvent des détails anatomiques sont figurés.

## Historique
Le premier volume a été publié en 1981 par Sciences Nat à Venette, près de Compiègne, l'auteur étant Jacques Rigout et le livre une révision du genre Batocera.
L'auteur imprima le livre lui-même, page par page. Un professionnel relia les pages pour en faire un volume toilé. Le tirage n'était que de 500 exemplaires et il fut rapidement épuisé. Une seconde édition fut imprimée par un professionnel en 1986.
De nombreux auteurs furent attirés par cette série.
Il y eut des spécialistes de France comme Gilbert Lachaume (Goliathini), Jean-Pierre Lacroix (Lucanidae), Patrick Bleuzen (Cerambycidae), Thierry Porion (Curculionidae), Roger-Paul Dechambre (Dynastidae), Marc Soula (Rutelidae) ou Patrick Arnaud (Scarabaeidae), mais également de Belgique : Vincent Allard (Cetoniidae), de Suisse : Tiéry Lander (Buprestidae), du Mexique : Miguel-Angel Morón (Rutelidae); d'Italie : Pierfranco Cavazzuti, Pietro Ratti, Achile Casale (Carabidae), et d'Allemagne : Karl Werner (Cicindelidae).
Sciences Nat édita les 24 premiers volumes, les suivants et les suppléments furent édités par la maison d'édition Hillside Books de Canterbury, en Angleterre.
Ces auteurs publiaient également des articles dans la revue Bulletin de la Société Sciences Nat.